# Quattro Evangelisti (isola d'Elba)
I cosiddetti Quattro Evangelisti sono quattro blocchi di granodiorite ritrovati a Campo nell'Elba e conservati nel Museo di Mineralogia e Litologia dell'Università di Firenze, insieme ai cosiddetti Cinquemila Elbani, campioni di minerali provenienti anch'essi dall'Isola d'Elba. I blocchi misurano circa 60 x 70 cm e sulla loro superficie sono disseminati cristalli di tormalina rosa, berillo acquamarina, pollucite, heulandite e ortoclasio. 

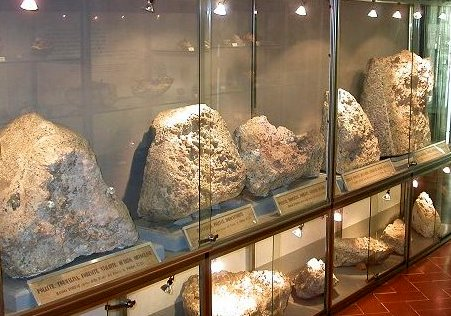
I Quattro Evangelisti

I blocchi furono rinvenuti nel 1873 in località Fonte del Prete durante ricerche condotte da Raffaello Foresi, a breve distanza da San Piero in Campo nel distretto minerario dell'isola d'Elba occidentale. Inizialmente i Quattro Evangelisti erano esposti nel Museo Foresi a Portoferraio; la loro denominazione, come raccontano le cronache del tempo (La Nazione, 1874), fu dovuta ad un monaco che vedendo i blocchi esposti nel museo «...tanto stupito ed attonito ne rimase nell'entusiasmo dell'ammirazione gettandovisi innanzi ginocchioni, li proclamò I Quattro Evangelisti.» 